# Пакужа
Пакужа (порт. Pacujá) — город и муниципалитет в Бразилии, входит в штат Сеара. Составная часть мезорегиона Северо-запад штата Сеара. Входит в экономико-статистический микрорегион Собрал. Население составляет 6131 человек на 2006 год. Занимает площадь 76,100 км². Плотность населения — 80,6 чел./км².

## Статистика
- Валовой внутренний продукт на 2003 составляет 12.167.264,00 реалов (данные: Бразильский институт географии и статистики).
- Валовой внутренний продукт на душу населения на 2003 составляет 2.058,06 реалов (данные: Бразильский институт географии и статистики).
- Индекс развития человеческого потенциала на 2000 составляет 0,639 (данные: Программа развития ООН).

## География
Климат местности: тропическая полупустыня.